# Samuel Mosberg
Samuel Mosberg (n. 14 iunie 1896, New York City, New York, SUA – d. 30 august 1967, New York City, New York, SUA) a fost un boxer ce a reprezentat Statele Unite ale Americii, medaliat olimpic. A participat la o ediție a Jocurilor Olimpice (1920) în care a câștigat o medalie de aur.

## Participări
Lista de mai jos prezintă principalele competiții la care a participat Samuel Mosberg de-a lungul carierei.
- boxing at the 1920 Summer Olympics – lightweight[*]